# Joe C.
Joseph « Joe C. » Calleja, né le 9 novembre 1974 à Taylor, dans le Michigan, et mort le 16 novembre 2000 dans la même ville, est un rappeur américain d'origine maltaise. Il est devenu populaire dans le cadre de l'orchestre de Kid Rock.

## Biographie
Calleja est né à Taylor, dans le Michigan. Il avait la maladie cœliaque, une maladie auto-immune qui peut entraîner des retards de croissance, de nanisme, et des complications dans de rares cas. À l'âge adulte, il atteignait 1.1 mètres. Son nanisme lui apportera beaucoup de problèmes de santé. En 2000, il déclare dans une interview avec John Norris de MTV devoir prendre 60 comprimés par jour, et avoir besoin d'un traitement médical constant.
Calleja rencontre Kid Rock lors d'un concert de ce dernier à Roseville en 1994. Il se fait connaître en réalisant une démo, Cool Daddy Cool, en 1995 et en faisant une apparition à la télévision, tenant un rôle dans Les Simpson. Fan de la World Wrestling Federation, il fait référence à la stable D-Generation X pendant les concerts. Il apparaît également dans un épisode de Raw is War, aidant Too Cool à gagner leur seul WWF Tag Team Championship en 2000, contre Edge et Christian. Il était également ami avec Rob Van Dam et Sabu.
En novembre 1999, Joe C. est forcé de quitter la tournée qu'il effectuait avec Kid Rock. Le 16 novembre 2000, une semaine après son 26e anniversaire, Joe C. meurt alors qu'il dormait dans la maison de ses parents, à Taylor.

## Discographie

### Démos
- 1995 : Cool Daddy Cool
- 2000 : Heaven

### Avec Kid Rock
- 1998 : Devil Without a Cause
- 2006 : Live Trucker